# Saint-Laurent-en-Brionnais
Saint-Laurent-en-Brionnais é uma comuna francesa na região administrativa de Borgonha-Franco-Condado, no departamento Saône-et-Loire. Estende-se por uma área de 13,03 km². Em 2010 a comuna tinha 336 habitantes (densidade: 25,8 hab./km²).